# Interliga (bejzbol) 2013.
Šesnaesto izdanje Interlige u bejzbolu je po peti put u svojoj povijesti osvojila Olimpija iz Karlovca. 

U natjecanju je sudjelovalo 11 klubova iz Hrvatske, Mađarske i Slovačke.

## Sudionici
- Olimpija 83 - Karlovac
- Nada - Split
- Vindija - Varaždin
- Zagreb - Zagreb
- Érd Aeros - Andzabeg
- Óbuda Warriors - Budimpešta
- Szentendre Sleepwalkers - Senandrija
- Apollo - Bratislava
- Flighting Files - Bratislava
- Slovan - Bratislava
- STU Angels - Trnava

## Završni turnir
Igran 14. i 15. rujna 2013. u Karlovcu.
| klub1         | rez.          | klub2         |
| poluzavršnica | poluzavršnica | poluzavršnica |
| ------------- | ------------- | ------------- |
| Nada          | 16:6          | Apollo        |
| STU Angels    | 3:14          | Olimpija 83   |
|               |               |               |
| za 3. mjesto  |               |               |
| Apollo        | 0:10          | STU Angels    |
|               |               |               |
| za pobjednika |               |               |
| Olimpija 83   | 6:5           | Nada          |

## Poveznice i izvori
- sportscore.sk, Interliga 2013., nepotpuna ljestvica[neaktivna poveznica]
- sportscore.sk, Interliga 2013., doigravanje  Arhivirana inačica izvorne stranice od 3. kolovoza 2013. (Wayback Machine)
- mister-baseball.com, "Olimpija Karlovac wins Interleague title 2013"  Arhivirana inačica izvorne stranice od 2. siječnja 2015. (Wayback Machine), pristupljeno 25. lipnja 2014.